# William Marsfeld
Guglielmo di Macclesfield, o Myckelfeld o Marsfeld (Coventry, 1250 circa – Canterbury 1304), è stato un cardinale e teologo inglese, soprannominato Doctor Inclytus. Fu creato cardinale nel dicembre 1303 da papa Benedetto XI ma morì prima di ricevere la notizia.

## Biografia
Nacque a Coventry, durante il pontificato papa Innocenzo IV (cioè tra il 1243 e il 1254). Divenne frate predicatore a Coventry e completò la sua formazione nel gymnasium sanjacobeum (il seminario dei giacobini, o dei frate domenicani, detti predicatori) a Parigi, dove si addottorò. Tornato in Inghilterra fu eletto membro del Merton College di Oxford, nel 1291, e conseguì la laurea.
Tenne lezioni a Oxford; fu un'autorità sulla Bibbia, prendendo parte anche nelle controversie del tempo e confutando le eresie di William Delamere.
Nel 1303 rappresentò il suo ordine sulla nomina, si suppone, di Edoardo I, al sinodo di Besançon. Benedetto XI lo nominò cardinale presbitero del titolo di Santa Sabina il 18 dicembre 1303, ma non è certo che la notizia lo raggiunse, perché morì all'inizio del 1304. Walter Winterburn (morto nel 1305), confessore del re e anch'egli frate predicatore, fu creato cardinale di Santa Sabina in sua vece.

## Opere
Le seguenti opere sono attribuite a lui:
- Postillæ in Sacra Biblia
- In Evangelium de decem Virginibus
- Quaestiones de Angelis
- Questiones Ordinariae
- Contra Henricum de Gandavo, in quibus impugnat S. Thomam de Aquino
- Contra Corruptorem S. Thomae
- De Unitate formarum
- De Comparatione Statuum
- Orationes annuncio Clerum
- Varia Problemata